# Amazone de Porto Rico
Amazona vittata
Vous lisez un « bon article » labellisé en 2010.
Pour les articles homonymes, voir Amazone.
Espèce
Statut de conservation UICN

 CR D : 
En danger critique
Statut CITES
L'Amazone de Porto Rico (Amazona vittata) est une espèce d'oiseaux endémique de l'archipel de Porto Rico appartenant au genre néotropical Amazona.
Mesurant 28 à 30 cm, l'Amazone de Porto Rico est un perroquet de couleur verte avec le front rouge et le tour des yeux blanc. Deux sous-espèces ont été décrites, bien qu'il demeure un doute sur les caractères distinctifs de la sous-espèce gracilipes de l'île de Culebra, éteinte depuis 1912. Ses plus proches parents pourraient être l'Amazone de Cuba (Amazona leucocephala) et l'Amazone d'Hispaniola (Amazona ventralis).
L'Amazone de Porto Rico atteint sa maturité sexuelle à l'âge de trois ou quatre ans. Elle se reproduit une fois par an et niche dans des cavités. Dès que la femelle a pondu ses œufs, elle reste dans le nid et les couve jusqu'à leur éclosion. Les oisillons sont nourris par les deux parents et prennent leur premier envol 60 à 65 jours après l'éclosion. L'alimentation de cette amazone est variée et comprend des fleurs, des fruits, des feuilles, de l'écorce et du nectar récoltés dans la canopée.
Cette espèce est la dernière espèce de perroquet originaire de l'île de Porto Rico. Elle est classée parmi les espèces en danger critique d'extinction par l'Union internationale pour la conservation de la nature depuis 1994. Jadis, cet oiseau était réparti sur une aire importante et présent en abondance, mais sa population décline fortement au XIXe siècle et au début du XXe siècle avec la disparition d'une très grande partie de son habitat. Cette espèce a complètement disparu de l'île de Vieques et d'Isla Mona, et est menacée d'extinction sur l'île principale de Porto Rico. Des efforts pour sa préservation se mettent en place en 1968 afin de tenter de permettre à cet oiseau d'échapper à l'extinction. En 2006, la population totale est estimée entre 34 et 40 individus dans la nature et 143 en captivité.

## Description morphologique

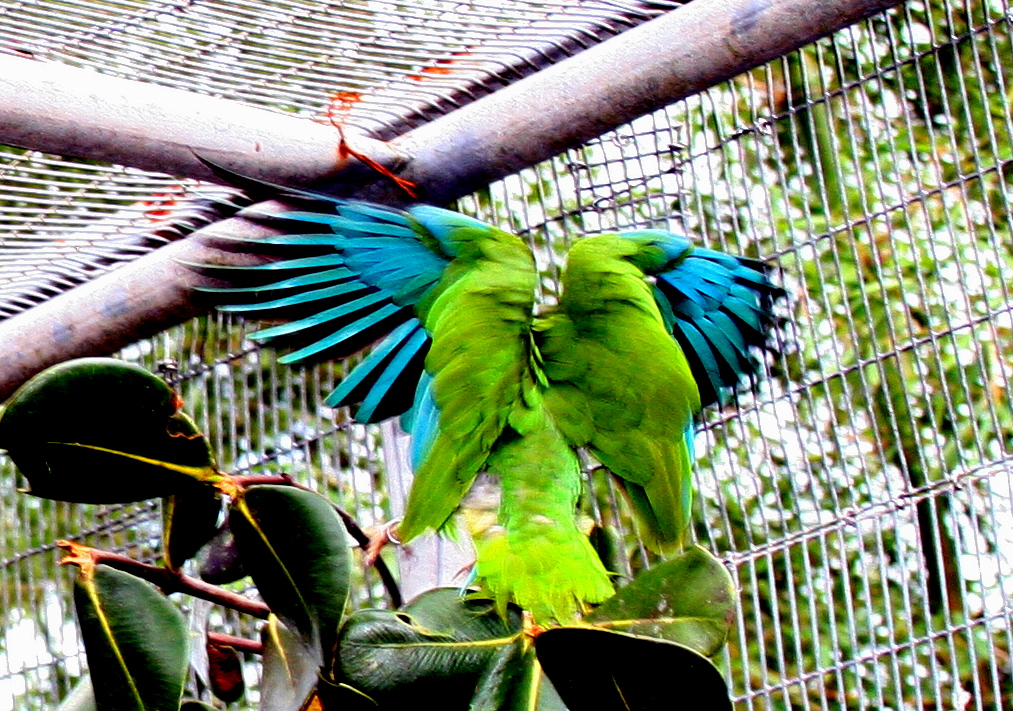
Amazone de Porto Rico en vol, vu de derrière, laissant voir ses plumes bleu vif distinctives.

L'Amazone de Porto Rico mesure entre 28 et 30 cm de longueur, et pèse en moyenne de 250 à 300 g. Elle est plutôt petite par rapport aux amazones en général, mais sa taille est similaire à celle des amazones des Grandes Antilles en particulier. Cette espèce ne présente pas de dimorphisme sexuel. Les mâles comme les femelles ont sur le dessus du corps un plumage à dominante verte, bien que certaines plumes aient une bordure bleue. Les rémiges primaires et certaines tectrices sont bleu foncé. La couleur des plumes du dessous du corps est variable : le dessous des ailes, que l'on voit lorsque l'oiseau est en vol, est bleu vif, et le dessous de la queue est jaune verdâtre. Leurs iris sont bruns, le bec jaune pâle et les pattes jaune brunâtre. Si ce n'est par un test ADN, les mâles et les femelles ne peuvent être distingués que par leurs différences de comportement durant la saison de reproduction. Les juvéniles ont un plumage identique à celui des adultes.

## Comportement
L'Amazone de Porto Rico est diurne et commence généralement son activité une demi-heure après le lever du soleil. Elle est discrète lorsqu'elle est au nid, utilisant son plumage vert pour se camoufler ; elle est par contre souvent bruyante en dehors du nid. Quand elle prend son envol, la couleur bleue de son plumage contraste sur le vert de la forêt. Le vol de cette espèce est similaire à celui que l'on observe chez les autres amazones, avec des mouvements d'ailes en dessous de l'axe du corps, à la différence de beaucoup d'oiseaux dont les ailes passent au-dessus du corps durant le vol. Ces amazones peuvent voler assez vite, atteignant une vitesse maximale d'environ 30 km/h, et sont suffisamment agiles pour échapper à leurs prédateurs en plein ciel. Quand ils recherchent leur nourriture, ces perroquets se groupent par paires, mais les couples et leurs oisillons ont tendance à demeurer ensemble. Ces amazones ont deux cris d'appel en vol, un cri de démarrage composé d'une série de longs cris rauques, et un bruyant « coup de clairon » qui peut avoir des significations différentes suivant les circonstances.

### Alimentation
Comme la plupart des amazones, l'Amazone de Porto Rico est herbivore. Son alimentation se compose de fleurs, fruits, feuilles, écorce et nectar provenant de la canopée. On connaît 60 aliments différents consommés régulièrement par l'espèce, bien que son régime alimentaire ait vraisemblablement été plus varié par le passé, lorsque son habitat était plus vaste. Elle consomme notamment le péricarpe des graines de palmiste à chapelets (Prestoea acuminata montana), du gommier (Dacryodes excelsa) et de Matayba domingensis, des fruits de Marcgravia sintenisii, de Miconia sintenisii, de Clusier de Gundlach et de Rheedia portoricensis, des fleurs de Marcgravia sintenisii, de bois crapaud (Alchornea latifolia) et de Piptocarpha tetrantha, les feuilles et brindilles de Clusier de Grisebach, de laurier-magnolier (Magnolia splendens), de Micropholis garciniaefolia et de Piptocarpha tetrantha, l'écorce de Marcgravia sintenisii, de Clusia grisebachiana et de café marron (Psychotria berteriana) et les bourgeons de pois doux (Inga vera). Elle choisit les fruits situés directement devant elle, les attrapant un par un. Pendant ses repas, elle utilise une patte pour attraper sa nourriture. L'Amazone de Porto Rico se nourrit de manière lente, prenant entre 8 et 60 secondes pour consommer un aliment.

### Reproduction

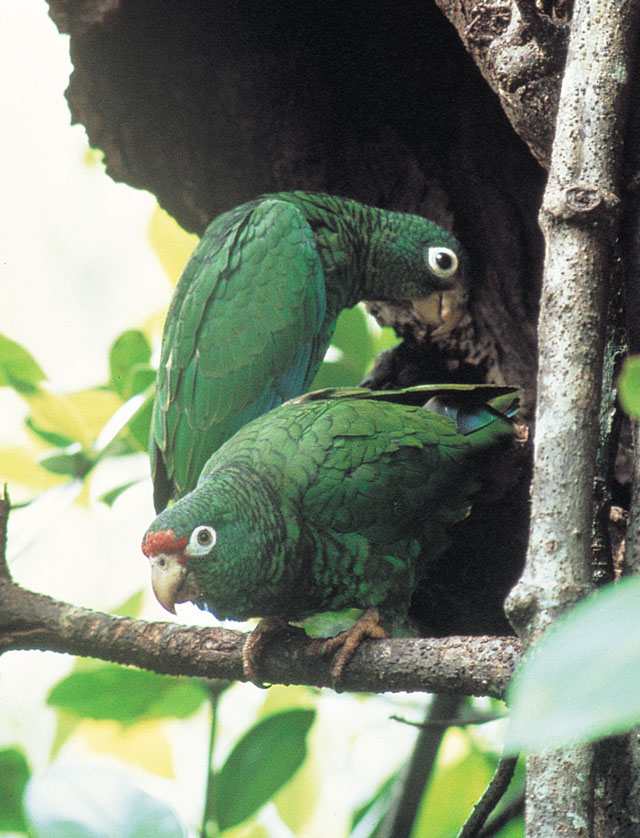
Un couple d'Amazones de Porto Rico.

L'Amazone de Porto Rico est monogame ; elle forme un couple en général pour la vie et un changement de partenaire ne survient que si un des oiseaux du couple meurt ou quitte le nid. Il peut cependant arriver que le mâle quitte la femelle si celle-ci est blessée, pour en trouver une en meilleur état de santé. On ne sait pas réellement comment se forment les couples, toutefois les nouveaux partenaires participent à des parades nuptiales avec des révérences simultanées du mâle et de la femelle, l'extension partielle des ailes et le déploiement de la queue en éventail.
L'Amazone de Porto Rico niche dans des cavités, notamment dans des troncs d'arbres creux. Ces cavités peuvent être d'origine naturelle ou créées par d'autres espèces. Cette espèce opte préférentiellement pour des troncs de Cyrilla racemiflora, mais utilise également d'autres arbres comme le laurier-magnolier (Magnolia splendens) et le gommier (Dacryodes excelsa), avec une fréquence moindre. Ces arbres ont tendance en vieillissant à se creuser de cavités, fournissant ainsi un abri contre les prédateurs et les intempéries. Récemment, l'espèce a également fait son nid dans des boîtes en bois artificielles dans le cadre du plan de sauvegarde de l'espèce. Les nids sont situés à une hauteur variant entre 7 et 15 mètres du sol. Le mâle se charge généralement de la recherche d'un site de nidification, mais la décision finale semble être prise par la femelle. Une fois l'endroit choisi, le couple va l'inspecter et le nettoyer soigneusement, mais aucun matériel ne sera ajouté pour garnir le nid.

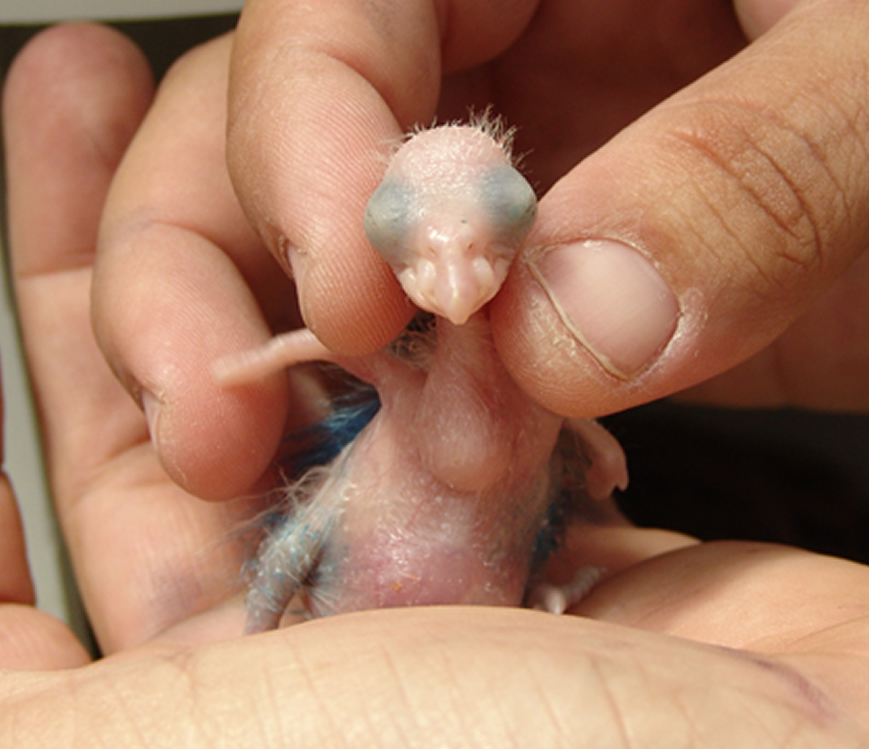
Oisillon.

L'Amazone de Porto Rico atteint la maturité sexuelle à l'âge de 4 ans à l'état sauvage et de 3 ans en captivité. L'espèce se reproduit généralement une fois par an entre les mois de janvier et juillet (c'est-à-dire durant la saison sèche). L'accouplement semble être lié à des échanges de nourriture, qui pourraient d'ailleurs déclencher la copulation. Les amazones ont un mode d'accouplement similaire à celui d'autres Psittacidae américains, le mâle agrippant une branche avec une patte, plaçant la seconde sur le dos de la femelle. Lorsque le moment de la ponte approche, le couple passe plus de temps dans le nid, le mâle nourrissant la femelle par régurgitation. La femelle pond 2 à 4 œufs blancs qu'elle couve seule durant une période allant de 24 à 28 jours, le mâle n'étant présent à proximité du nid que lorsqu'il apporte de la nourriture. Les femelles quittent rarement le nid, et uniquement pour repousser un éventuel prédateur ou si le mâle n'apporte pas de nourriture pendant trop longtemps. Les oisillons sont nourris par leurs deux parents jusqu'à ce qu'ils quittent le nid, environ 60 à 65 jours après l'éclosion. Néanmoins ils restent dépendants de leurs parents et les suivent jusqu'à la saison de reproduction suivante.
Comme les autres amazones, l'Amazone de Porto Rico est grégaire dans ses activités quotidiennes, mais territoriale à proximité de son nid. Le territoire s'étend sur environ 50 m autour du nid. Les couples sont extrêmement prudents près de leur nid, se déplaçant lentement quand ils le quittent pour éviter d'attirer l'attention des prédateurs. Bien que la défense du territoire se fasse surtout à l'aide de cris bruyants, il peut arriver que le perroquet se batte pour protéger son nid. Les couples défendent leurs nids contre d'autres couples intrus, et s'attachent parfois plus à la défense du nid qu'à la ponte. Les couples qui nichent dans une zone ne présentant pas d'autres perroquets demeurent silencieux, à moins qu'un intrus ne survienne. Certains couples ont quelques comportements de défense de territoire même lorsqu'ils n'ont pas l'intention de nicher, essentiellement dans la seconde partie de la saison de reproduction. Il pourrait s'agir de jeunes couples pas tout à fait arrivés à maturité, et ce comportement pourrait leur servir d'entraînement pour le futur.

## Population et répartition

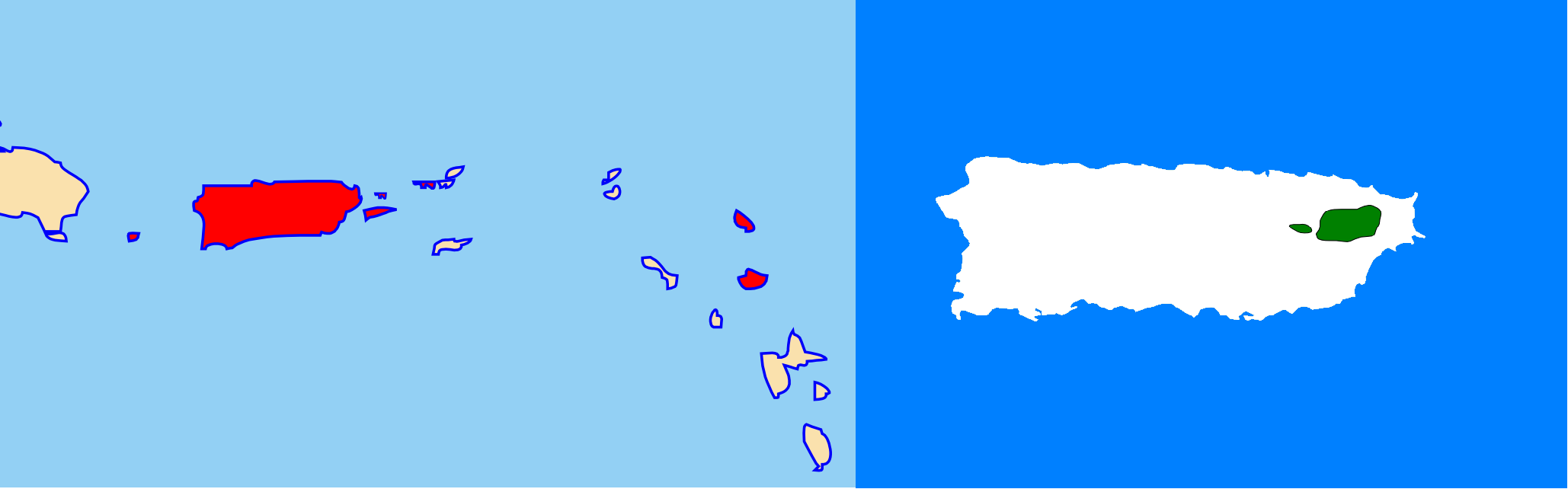
Répartition historique de l'Amazone de Porto Rico en rouge et la répartition actuelle en vert.

La répartition précise de l'espèce avant l'arrivée des colons espagnols est mal connue, du fait d'un manque de données de cette époque et de l'extermination de la peuplade indigène des Tainos, mais il semble que l'amazone de Porto Rico était à l'époque très courante et largement répandue. L'espèce pourrait avoir également existé sur certaines îles voisines comme Antigua, Barbuda ou les îles Vierges,. Les estimations du nombre d'individus de cette espèce à cette époque varient énormément. Certains spécialistes pensent qu'ils étaient plus d'un million, tandis que d'autres suggèrent qu'il s'agissait d'une population plus modeste de 100 000 individus. Durant les 150 premières années d'occupation espagnole, la population humaine sur l'île est très peu importante et, en 1650, alors que l'île compte 880 habitants, l'espèce est encore abondante dans l'archipel. Après 1650, la population de l'île augmente de manière exponentielle et, au XVIIIe siècle, la population d'Amazone de Porto Rico commence à être affectée. Heinrich Moritz Gaede, un naturaliste allemand, déclare en 1836 que la population a fortement décliné. Toutefois, en 1864, l'ornithologue britannique Edouard Cavendish Taylor note que les perroquets sont encore communs aux abords de la capitale de l'île, San Juan.
Au départ, l'activité humaine ne menace pas réellement l'Amazone de Porto Rico. Les Taïnos chassent ce perroquet mais sans effet significatif sur sa population. Toutefois, durant les deux derniers siècles, plusieurs éléments ont conduit à une diminution drastique du nombre de perroquets : le développement de l'agriculture, la construction de routes et d'installations hydroélectriques et l'adoption de jeunes amazones comme animaux de compagnie. Au cours de la seconde moitié du XIXe siècle, la plupart des forêts vierges portoricaines, l'habitat principal de l'Amazone de Porto Rico, sont rasées pour permettre le développement de l'activité agricole à travers la production de sucre, coton, maïs et riz. Les amazones commencent rapidement à utiliser ces cultures comme ressources alimentaires, et deviennent alors des nuisibles qui sont parfois tués par les agriculteurs. Avec l'expansion de l'agriculture, l'habitat de l'Amazone continue à disparaître et sa population décline.

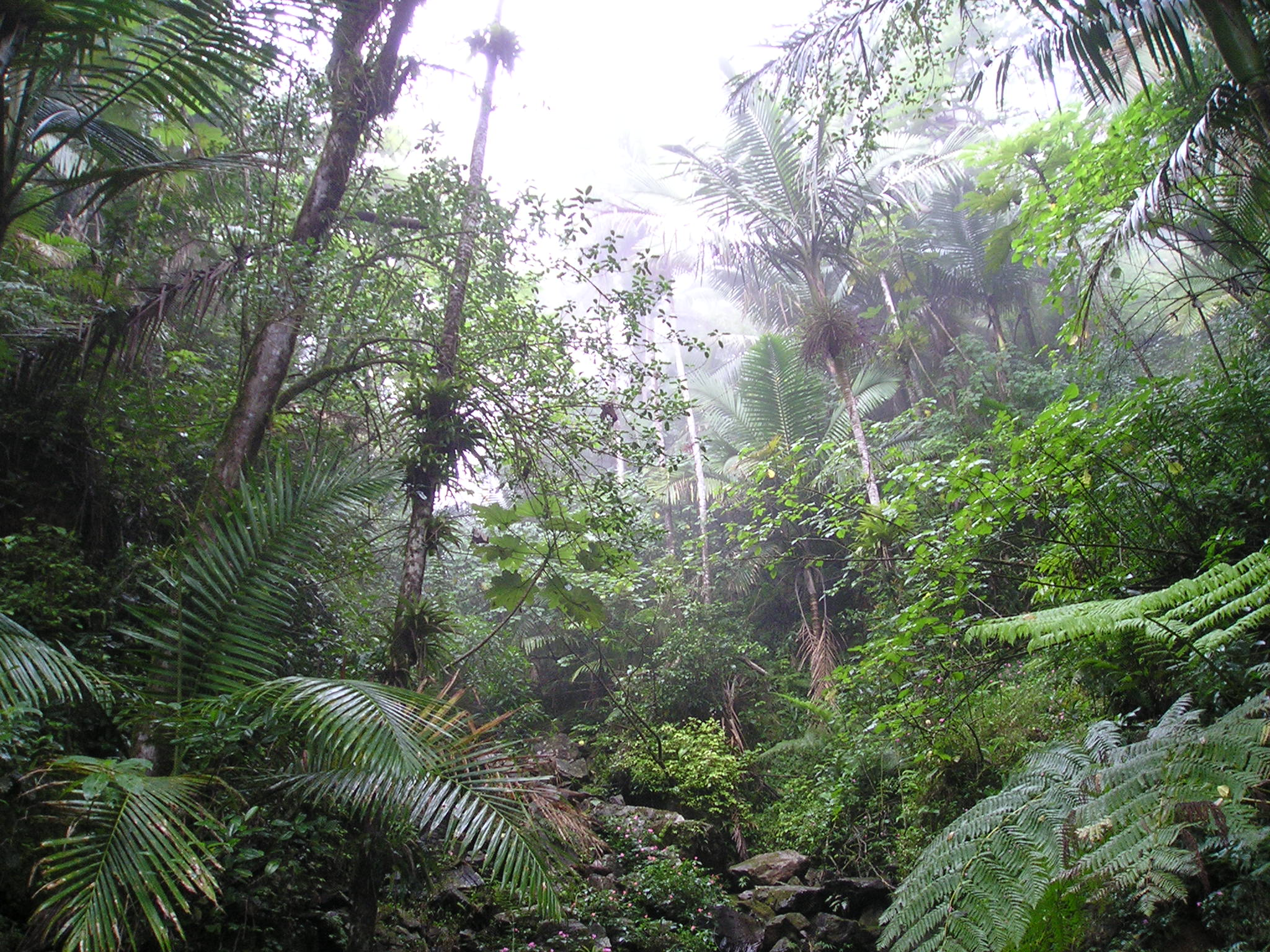
Biotope de l'Amazone de Porto Rico.

À l'origine, l'espèce vit dans des forêts matures à Porto Rico, à toutes les altitudes, et peut se rencontrer dans des trous, rochers et divers autres habitats à faible altitude. L'espèce pouvait se rencontrer à des niveaux moyens dans la forêt nationale de Guajataca jusqu'en 1910, dans celle de Rio Abajo jusque dans les années 1920, et à une altitude plus élevée dans la forêt de Carite jusque dans les années 1930. Au début des années 1900, des perroquets ont été observés se dirigeant vers les principales côtes de l'île en provenance de la forêt de Luquillo et de la sierra de Cayey pour trouver de la nourriture. Dans le même temps, l'espèce disparaît des petites îles environnantes comme celles de Culebra, Vieques et Isla Mona, et elle ne se trouve plus alors que dans cinq zones : deux dans des zones karstiques, deux dans des zones de forêt tropicale en haute montagne et une dans la région de mangrove située au pied de la forêt nationale d'El Yunque. Une des zones karstiques, localisée dans le Nord-Est de l'île, est à cette époque considérée comme un refuge pour l'espèce. On rencontre notamment une population importante dans un lieu surnommé Valle de las Cotorras, « la vallée des Amazones », entre San Sebastián et Morovis. Quelques amazones survivent dans des zones forestières dégradées, mais ces habitats ne semblent pas en mesure d'accueillir de vastes colonies. Leur habitat se limite rapidement à la cordillère centrale et aux aires de forêts demeurées intactes et, depuis 1940, cet oiseau se trouve exclusivement dans la forêt de Luquillo dans la forêt nationale des Caraïbes à une altitude variant entre 396 et 823 m. Comme l'espèce a besoin de forêts matures avec des arbres creux pour se reproduire, elle ne fréquente pas les forêts récentes ou la dwarf forest d'El Yunque.
Dans les années 1950, on compte seulement 200 perroquets dans la nature, et en 1975 la population atteint son minimum critique de 13 individus. Les effectifs augmentent à nouveau par la suite pour atteindre 47 individus en août 1989. Mais le 18 septembre 1989, l'ouragan Hugo touche la côte nord-est de Porto Rico, infligeant de lourdes pertes parmi les oiseaux restants puisque, après son passage, on ne compte plus que 23 individus. En 2004, la population sauvage est estimée entre 30 et 35 animaux, et la tendance semble être à la stabilité, avec quelques fluctuations,. La population actuelle s'étale sur une zone de seulement 16 km2, soit 0,2 % de la surface de son habitat d'origine.

## Taxonomie et évolution de l'espèce
L'Amazone de Porto Rico fut décrite pour la première fois par l'ornithologue hollandais Pieter Boddaert en 1783. Elle appartient au genre très répandu Amazona, oiseaux néotropicaux que l'on nomme communément amazones. Les Taïnos, peuple indigène de l'archipel, l'appelaient « Iguaca », une onomatopée qui rappelle le bruit des perroquets en vol.
On connaît deux sous-espèces de cet oiseau :
- A. v. vittata (Boddaert, 1783) est la seule sous-espèce existante aujourd'hui, que l'on peut rencontrer à Porto Rico et jadis dans les îles de Vieques et de Isla Mona[21].
- A. v. gracilipes (Ridgway, 1915) que l'on pouvait trouver sur l'île de Culebra, et aujourd'hui disparue. On ne sait pas si elle était suffisamment différente de la sous-espèce principale pour justifier d'en être séparée.

Aucun élément ne permet de prouver que les Antilles furent un jour connectées au continent et ainsi on pense que les diverses espèces d'oiseaux de l'île descendent d'individus qui ont immigré aux Caraïbes. Certaines petites espèces auraient difficilement pu traverser de larges étendues marines, mais les perroquets ont des aptitudes de vol et des caractéristiques comportementales qui facilitent une dispersion au-delà des mers. La plupart des espèces d'oiseaux des Caraïbes sont originaires d'Amérique centrale, d'Amérique du Nord et d'Amérique du Sud. Les espèces du genre Amazona que l'on rencontre dans les Caraïbes se répartissent en deux groupes : cinq espèces de taille moyenne dans les Grandes Antilles, et sept espèces de grande taille dans les Petites Antilles. Toutes les amazones des Grandes Antilles présentent des caractéristiques proches, qui laissent à penser qu'elles sont fortement apparentées, notamment les tons verts du plumage et l'anneau blanc autour des yeux. Russello et Amato ont conclu que toutes les amazones des Grandes Antilles descendaient de l'Amazone à front blanc (Amazona albifrons). L'Amazone de Porto Rico, l'Amazone de Cuba et l'Amazone d'Hispaniola constituent un ensemble d'espèces proches et interfécondes.
Arbre phylogénétique du genre Amazona dans les Grandes Antilles.
|  | A. ventralis - Amazone d'Hispaniola                                                                      |
|  | |
|  | \| \| A. leucocephala - Amazone de Cuba \| \| \| \| \| \| A. vittata - Amazone de Porto Rico \| \| \| \| |
|  | |
|  | A. leucocephala - Amazone de Cuba                                                                        |
|  | |
|  | A. vittata - Amazone de Porto Rico                                                                       |
|  | |

|  | A. leucocephala - Amazone de Cuba  |
|  |                                    |
|  | A. vittata - Amazone de Porto Rico |
|  |                                    |

|  | A. ventralis - Amazone d'Hispaniola                                                                      |
|  | |
|  | \| \| A. leucocephala - Amazone de Cuba \| \| \| \| \| \| A. vittata - Amazone de Porto Rico \| \| \| \| |
|  | |
|  | A. leucocephala - Amazone de Cuba                                                                        |
|  | |
|  | A. vittata - Amazone de Porto Rico                                                                       |
|  | |

|  | A. leucocephala - Amazone de Cuba  |
|  |                                    |
|  | A. vittata - Amazone de Porto Rico |
|  |                                    |

|  | A. ventralis - Amazone d'Hispaniola                                                                      |
|  | |
|  | \| \| A. leucocephala - Amazone de Cuba \| \| \| \| \| \| A. vittata - Amazone de Porto Rico \| \| \| \| |
|  | |
|  | A. leucocephala - Amazone de Cuba                                                                        |
|  | |
|  | A. vittata - Amazone de Porto Rico                                                                       |
|  | |

|  | A. leucocephala - Amazone de Cuba  |
|  |                                    |
|  | A. vittata - Amazone de Porto Rico |
|  |                                    |

|  | A. ventralis - Amazone d'Hispaniola                                                                      |
|  | |
|  | \| \| A. leucocephala - Amazone de Cuba \| \| \| \| \| \| A. vittata - Amazone de Porto Rico \| \| \| \| |
|  | |
|  | A. leucocephala - Amazone de Cuba                                                                        |
|  | |
|  | A. vittata - Amazone de Porto Rico                                                                       |
|  | |

|  | A. leucocephala - Amazone de Cuba  |
|  |                                    |
|  | A. vittata - Amazone de Porto Rico |
|  |                                    |

L'ornithologue britannique David Lack considère que l'Amazone de Porto Rico est issue de l'Amazone d'Hispaniola (A. ventralis), mais on a mis en évidence depuis qu'il avait omis certains éléments dans son analyse, notamment les similarités observées entre l'Amazone verte (A. agilis) de Jamaïque et l'Amazone de Porto Rico. Des études ultérieures ont toutefois montré que la taille et la couleur du plumage ne sont pas suffisantes pour établir des relations de parenté entre espèces dans l'évolution, et que le motif du plumage varie beaucoup, même parmi les individus d'une même espèce. Ces études concluent que l'Amazone de Porto Rico doit partager un ancêtre commun avec A. agilis. Des récentes études phylogénétiques montrent finalement que l'Amazone de Porto Rico est plus proche de l'Amazone d'Hispaniola et de l'Amazone de Cuba que de l'Amazone verte.

## Menaces et mesures de conservation
Pour un article plus général, voir Déclin des populations d'oiseaux.

### Menaces

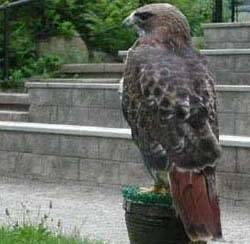
La Buse à queue rousse (Buteo jamaicensis jamaicensis), connue sous le nom de Guaraguao à Puerto Rico, est un prédateur naturel de l'Amazone de Porto Rico.

L'activité humaine est certainement la principale cause du déclin de la population de l'Amazone de Porto Rico. Les premiers colons arrivés dans l'archipel, comme les Tainos, le chassent pour se nourrir mais sans porter atteinte à l'équilibre écologique de l'île. Plus tard, la destruction de son habitat, la capture de jeunes pour devenir animaux de compagnie, la chasse et la prédation engendrent le fort déclin de la population. La destruction de la forêt mature afin de permettre le développement de l'agriculture est la principale raison de ce déclin.
Les prédateurs naturels de l'Amazone de Porto Rico sont la Buse à queue rousse (Buteo jamaicensis), la Petite Buse (Buteo platypterus), le Faucon pèlerin (Falco peregrinus) et le Moqueur corossol (Margarops fuscatus),. Ce dernier a colonisé l'archipel au milieu du XXe siècle et constitue un problème pour les perroquets depuis 1973. Afin de protéger ceux-ci contre les envahisseurs, de profonds nids conçus spécialement pour les amazones ont été préparés les années suivantes. De nombreuses espèces introduites concurrencent les perroquets en s'installant dans les cavités de nidification, telles que les abeilles européennes (Apis mellifera), l'Amazone d'Hispaniola (Amazona ventralis), le Rat noir (Rattus rattus) et la Petite mangouste indienne (Herpestes javanicus). Les deux derniers peuvent de plus manger les œufs ou les oisillons.
Les catastrophes naturelles comme les ouragans, qui n'étaient pas une menace pour la population d'Amazones de Porto Rico quand celle-ci était plus importante, sont devenus dangereux pour le maintien de cette population maintenant qu'elle est réduite et fragmentée. L'ouragan Hugo a par exemple traversé l'habitat du perroquet en septembre 1989, et a réduit la population de 47 à 23 individus.

### Plan de sauvegarde
Pour un article plus général, voir Protection des oiseaux.
Le 11 mars 1967, l'Amazone de Porto Rico entre dans la liste des espèces menacées de l'United States Fish and Wildlife Service. La population est alors estimée à 70 individus. En 1968, des efforts de sauvegarde commencent à faire augmenter la population sauvage.
La liste de l'Union internationale pour la conservation de la nature (UICN) classe l'Amazone de Porto Rico en danger critique d'extinction depuis 1994. L'espèce est classée sous l'appendice I de la Convention sur le commerce international des espèces de faune et de flore sauvages menacées d'extinction (CITES suivant le sigle anglais), ce qui interdit tout commerce international de ses spécimens.
Pour préserver les effectifs très faibles de l'espèce, un plan de sauvegarde a été mis en place dès 1968. Son principal objectif est de faire passer l'espèce du classement de critiquement menacé à celui de menacé d'ici 2020. Les autres objectifs sont d'établir deux populations sauvages durables distinctes (avec pour chacune au moins 500 individus pendant au moins 5 ans), protéger l'habitat de ces oiseaux et contrôler les prédateurs, parasites et concurrents.
En 1972, alors que la population est restreinte à 16 animaux, l'United States Fish and Wildlife Service met en place un élevage de perroquet en captivité à Luquillo avec des résultats intéressants. Ainsi, une population est établie à Luquillo en 1973. Une autre a été établie en 1993 avec l'implantation de perroquets de l'élevage aviaire de Luquillo dans la forêt de Rio Abajo sous l'administration du ministère portoricain des ressources naturelles. En juin 2006, les oiseaux maintenus en captivité ont fait naître 36 oisillons, la moyenne étant de 16 naissances par an. En 2006, 22 nouveaux oiseaux sont relâchés dans la forêt de Rio Abajo, et 19 autres oiseaux les suivent le 27 décembre 2008.